# Zac Incerti
Zac Charles Incerti (* 13. Juli 1996 in Mount Lawley, Perth) ist ein australischer Schwimmer. Er gewann bei den Olympischen Spielen in Tokio zwei Bronzemedaillen und bei den Olympischen Spielen in Paris eine Bronzemedaille. Bei Weltmeisterschaften erschwamm er einmal Gold und einmal Silber.

## Karriere
Zac Incerti schwimmt für den West Coast Swimming Club der University of Western Australia. 2016 gewann er bei den Schwimmozeanienmeisterschaften über 50 und 100 Meter Rücken sowie mit drei Staffeln. Im Jahr darauf nahm er an den Weltmeisterschaften 2017 in Budapest teil. Mit der 4-mal-100-Meter-Männer-Freistilstaffel erreichte er das Finale, dort wurde die Staffel aber disqualifiziert. In der 4-mal-100-Meter-Mixed-Freistilstaffel, die den achten Platz belegte, wurde Incerti nur im Vorlauf eingesetzt. 2018 bei den Commonwealth Games in Gold Coast erschwamm Incerti die Bronzemedaille über 50 Meter Rücken hinter seinen Landsleuten Mitch Larkin und Ben Treffers.
Nach dem durch die COVID-19-Pandemie bedingten Ausfall fast aller Meisterschaften im Jahr 2020 fanden 2021 die Olympischen Spiele in Tokio statt. In der 4-mal-100-Meter-Freistilstaffel qualifizierten sich Cameron McEvoy, Zac Incerti, Alexander Graham und Kyle Chalmers mit der hinter den Staffeln aus Italien und aus den Vereinigten Staaten drittbesten Zeit für das Finale. Im Finale siegte die Staffel aus den USA vor den Italienern. Die australische Staffel mit Matthew Temple, Zac Incerti, Alexander Graham und Kyle Chalmers schlug 0,11 Sekunden nach den Italienern an und gewann die Bronzemedaille. In der 4-mal-200-Meter-Freistilstaffel qualifizierten sich Alexander Graham, Mack Horton, Elijah Winnington und Zac Incerti mit der zweitschnellsten Zeit für das Finale. Im Finale gewannen die Briten vor der Staffel des Russischen Olympischen Komitees. Mit 0,03 Sekunden Rückstand gewannen die Australier Bronze in der Besetzung Alexander Graham, Kyle Chalmers, Zac Incerti und Thomas Neill. 0,59 Sekunden hinter den Australiern belegte die Staffel aus den Vereinigten Staaten den vierten Platz.
Im Mai 2022 gewann Incerti bei den australischen Meisterschaften den Titel über 200 Meter Freistil und wurde Zweiter über 100 Meter Freistil. Einen Monat später schied er bei den Weltmeisterschaften in Budapest auf beiden Freistilstrecken im Vorlauf aus. Im Finale der 4-mal-200-Meter-Freistilstaffel schlugen die Australier in der Besetzung Elijah Winnington, Zac Incerti, Samuel Short und Mack Horton als Zweite an, hatten aber über drei Sekunden Rückstand auf die Staffel aus den Vereinigten Staaten. In der 4-mal-100-Meter-Mixed-Freistilstaffel qualifizierten sich Zac Incerti, William Yang, Meg Harris und Leah Neale für das Finale. Dort gewannen Jack Cartwright, Kyle Chalmers, Madison Wilson und Mollie O’Callaghan die Goldmedaille. Auch die nur im Vorlauf eingesetzten australischen Schwimmerinnen und Schwimmer erhielten eine Goldmedaille. Bei den Commonwealth Games in Birmingham gewann Incerti drei Goldmedaillen. Die 4-mal-100-Meter-Männer-Freistilstaffel mit Flynn Southam, Zac Incerti, William Yang und Kyle Chalmers siegte vor den Engländern und den Kanadiern. Die 4-mal-200-Meter-Freistilstaffel mit Elijah Winnington, Flynn Southam, Zac Incerti und Mack Horton schlug vor den Engländern und den Schotten an. Eine weitere Goldmedaille erhielt Incerti für seinen Einsatz im Vorlauf der 4-mal-100-Meter-Mixed-Staffel.
Bei den Olympischen Spielen 2024 in Paris erreichte die 4-mal-200-Meter-Freistilstaffel mit Kai Taylor, Zac Incerti, Flynn Southam und Thomas Neill das Finale mit der viertschnellsten Vorlaufzeit. Im Finale waren Maximillian Giuliani, Flynn Southam, Elijah Winnington und Thomas Neill fast vier Sekunden schneller als die Vorlaufstaffel und wurden Dritte hinter den Staffeln aus dem Vereinigten Königreich und den Vereinigten Staaten.